# Раково-ембріональний антиген
Раково-ембріональний антиген (СЕА) — глікопротеїн, що залучений до регуляції адгезії клітин та рівень експресії якого часто підвищений при злоякісних новоутвореннях.
За нормальних умов СЕА виробляється в період ембріогенезу, тому може визначатись в сироватці крові плоду. В крові вагітних жінок не визначається. Після народження дитини, його синтез пригнічується, і СЕА практично не виявляється ні в крові, ні в інших біологічних рідинах дорослих здорових людей, проте може визначатись у активних курців. СЕА є загальним онкомаркером, рівень якого підвищується при розвитку пухлин різної локалізації.

## Історія відкриття
СЕА вперше був ідентифікований в 1965 році канадськими вченими Філом Голдом (англ. Phil Gold) та Семюелом О. Фрідменом (англ. Samuel O. Freedman) в зразках раку товстої кишки.

## Діагностичне значення
Підвищений рівень СЕА визначається в злоякісних новоутвореннях шлунково-кишкового тракту, а саме при раках шлунку, підшлункової залози, колоректальному. Також визначення СЕА доцільне при раку молочної залози, раку легень, медулярному раку щитоподібної залози.

## Генетика
CEA та пов'язаі з ним гени формують СЕА родину, що належить до суперродини імуноглобулінів. У людей, СЕА-родина складається з 29 генів, 18 з яких беруть участь у нормальній роботі організму.
Серед них:
- CEACAM1
- CEACAM3
- CEACAM4
- CEACAM5
- CEACAM6
- CEACAM7
- CEACAM8
- CEACAM16
- CEACAM18
- CEACAM19
- CEACAM20
- CEACAM21